# ورزشگاه شنا لس آنجلس
ورزشگاه شنا لس آنجلس (انگلیسی: Los Angeles Swimming Stadium Swim Stadium) یا ال‌ای فونداسیون/جان سی. آرگیو اسویم استادیوم (انگلیسی: LA84 Foundation/John C. Argue Swim Stadium) یک مرکز ورزش‌های آبی در شهر لس آنجلس، ایالات متحده آمریکا است.
این مجموعه که در سال ۱۳۳۲ تأسیس شده و در نزدیک ورزشگاه یادبود کولیسیم لس آنجلس قرار دارد برای ورزش‌های شنا، شیرجه و واترپلو مورد استفاده قرار می‌گیرد. ظرفیت ورزشگاه برای المپیک تابستانی ۱۹۳۲ ۱۰٬۰۰۰ نفر بود اما پس از بازی‌های المپیک به ۵۰۰۰ نفر کاهش یافت.